# Phaenna Dorsum
Phaenna Dorsum és una formació geològica de tipus dorsum a la superfície de Mart, localitzada amb el sistema de coordenades planetocèntriques a -52.89 ° latitud N i 318.26 ° longitud E, que fa 164.16 km de diàmetre. El nom va ser aprovat per la UAI l'any 1991 i fa referència a una característica d'albedo.